# 韦廷号战列舰
韦廷号战列舰是德意志帝国海军所建造的五艘维特尔斯巴赫级前无畏舰之一，由但泽的希肖船厂承建。该舰于1899年11月开始铺设龙骨，至1902年10月完工。它连同姊妹舰维特尔斯巴赫号、策林根号、施瓦本号和梅克伦堡号均是根据1898年《德国舰队法》建造的首批主力舰。其主炮装备有四门240毫米40倍径速射炮，最高速度为18節（33每小時）。
在运用生涯的大部分时间里，韦廷号都与其姊妹舰一样在德国活动舰队的第一战列分舰队服役。它主要从事大量的年度训练和对外国进行友好访问。这一时期的训练演习为公海舰队在第一次世界大战中的行动提供了框架。1911年6月，它随着新式的无畏舰开始入役而停用，但曾于1911年12月至1914年中期间以炮术训练舰的身份重新启用。1914年8月一战爆发后，维特尔斯巴赫级战列舰获重新动员，并被编入第四战列分舰队。该舰曾在波罗的海参与有限度的行动，包括于1915年8月的里加湾海战中发挥次要作用，但并未与俄国军队交火。到1915年底，船员短缺和来自英国潜艇的威胁迫使德国海军撤出了像韦廷号这样的老式战列舰。在战争余下的时间里，它又曾先后充当海军学员的训练舰和供应母舰。战后，该舰正式从海军序列中除籍并于1921年出售报废。其舰钟被保留了下来，现陈列于德累斯顿的联邦国防军军事史博物馆。

## 设计

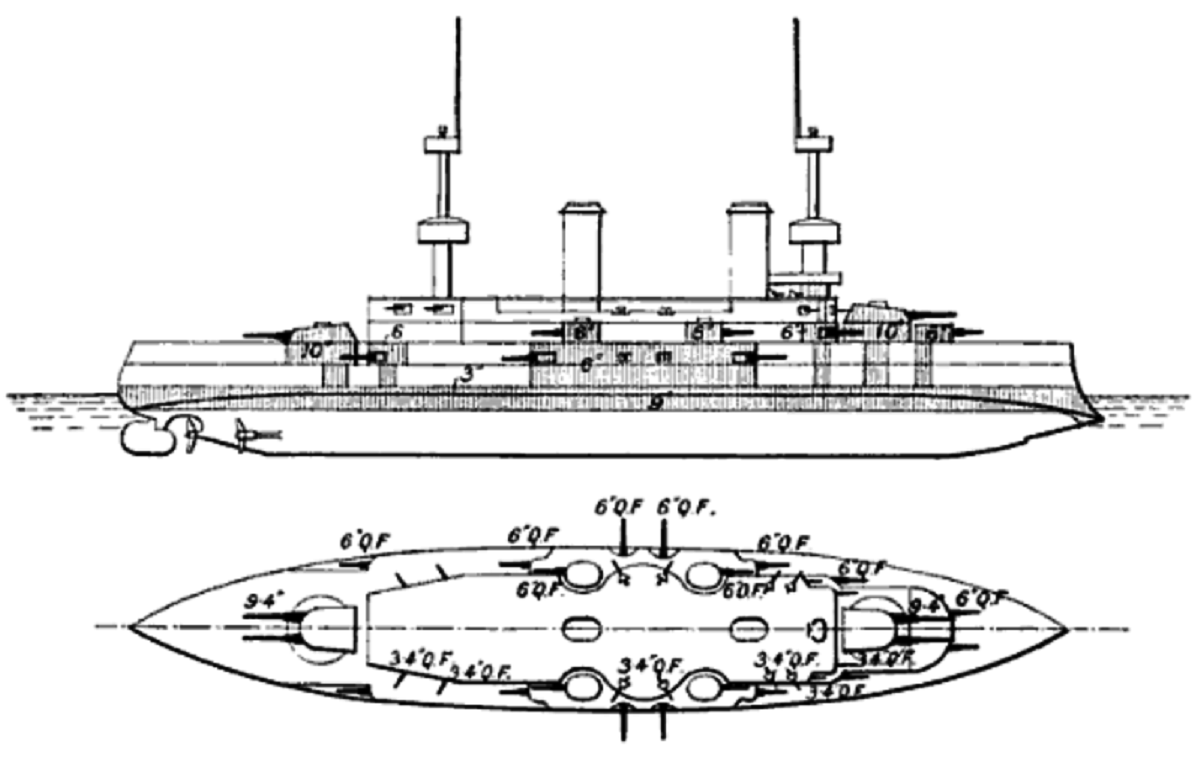
维特尔斯巴赫级线条画

在德意志帝国海军于1889年订购了四艘勃兰登堡级战列舰后，由于受到预算限制、帝国议会反对以及缺乏连贯的舰队规划影响，导致进一步购买战列舰的计划被推迟。在整个1890年代初期和中期，时任国家海军办公室国务秘书的海军中将弗里德里希·冯·霍尔曼一直在争取议会的支持，最终成功获批订购德皇腓特烈三世级的前三艘舰。1897年6月，霍尔曼的职位由海军少将阿尔弗雷德·冯·提尔皮茨接任，后者迅速拟定了第一部《舰队法》并于1898年初获得通过。这部法规确保了德皇腓特烈三世级后两艘舰、以及维特尔斯巴赫级五艘舰——即提尔皮茨任期内首个战列舰船级的建造。维特尔斯巴赫级与德皇腓特烈三世级大体相似，它们装备了同样的武器，但装甲布局更为全面。
韦廷号的水线长度和全长分别为125.2米和126.8米，舷宽22.8米，有7.95米的前吃水和8.04米的后吃水。舰只设计的标准排水量为11,774吨，满载排水量可达12,798吨。舰只的推进是通过三台三缸立式三胀蒸汽机以驱动三副螺旋桨来实现。蒸汽由六台桑尼克罗夫特式锅炉和六台筒形锅炉供应，全为燃煤式。其主机功率为10,297千瓦特（14,000匹公制馬力），最高速度达18節（33每小時），并能够以10節（19每小時）的速度续航5,000海里（9,300）。船员编制则为30名军官及650名士兵。
韦廷号的主炮为四门240毫米40倍径速射炮，它们安装在分居中央舰艛一前一后的两座双联装炮塔内。副炮则包括十八门150毫米40倍径速射炮和十二门88毫米30倍径速射炮。武器套件中还有六具450毫米鱼雷发射管，均布置于船体水上部分的旋转支架上。韦廷号受到克虏伯生产的渗碳装甲保护。其装甲带的中央部分有225毫米厚，以保护弹药舱及轮机舱，而甲板装甲的厚度为50毫米。主炮炮塔则覆裹有250毫米厚的的装甲板。

## 服役历史

### 建成至1905年
韦廷号于1899年10月10日在但泽的希肖船厂开始铺设龙骨，工程编号为676。作为同级的第二艘舰，它是以合同代号“D”作为新增编入舰队的单位进行订购。1901年6月6日，韦廷号正式下水；在下水仪式上，由萨克森国王阿尔贝特作为韦廷王朝的成员主持为舰只命名并发表演说。1902年8月，由60名船员组成的团队将该舰送到基尔，在海军少将胡诺尔德·冯·阿勒费尔德的监督下进行海试。8月10日，在斯维内明德试航期间，德皇威廉二世乘坐其游艇霍亨索伦号检阅了韦廷号。它于1902年10月1日交付使用，成为同级舰中最先入役的成员。1903年1月完成了进一步的海试后，韦廷号加入第一分舰队，以取代魏森堡号战列舰的位置。这一年，分舰队主要从事和平时期的常规单舰和部队训练，包括在波罗的海进行巡航训练，继而从5月7日到6月10日前往西班牙。7月，它随分舰队余部一同展开驶往挪威的年度巡航。秋季演习包括在北海进行封锁演练，整个舰队首先巡航至挪威水域，然后于9月初驶至基尔，最后是对基尔实施模拟攻击。演习于9月12日结束。年度的训练日程则随着11月23日启动前往波罗的海东部的巡航以及12月1日展开驶入斯卡格拉克海峡的巡航而结束。
韦廷号和第一分舰队于1904年1月11日至21日参加了在斯卡格拉克海峡的操练。进一步的分舰队操练于3月18日至27日进行，5月则在北海进行了一次大型的舰队演练。7月，第一分舰队和第一侦察集群出访英国，期间于7月10日在普利茅斯作停留。德国舰群于7月13日启程前往荷兰；其中第一分舰队于次日锚泊在弗利辛恩。在那里，荷兰女王威廉明娜检阅了这些舰只。第一分舰队在弗利辛恩停留直至7月20日，然后与舰队余部共同前往北海北部进行巡航。该分舰队于7月29日系泊在挪威的莫尔德，其它部队则分别去往其它港口。舰队于8月6日重新集结并返回基尔，至8月12日在当地对港口实施了模拟攻击。在北海巡航期间，舰队进行了大规模的无线电报试验，以及夜间用于通信和识别信号的探照灯试验。返回基尔后，舰队立即开始为8月29日在波罗的海举行的秋季演习做准备。9月3日，舰队转移到北海，在那里参加了一次大型的登陆行动；之后，这些舰只将参加演习的陆军第九军的地面部队带到阿尔托纳，为威廉二世举行阅兵式。9月6日，德皇在黑尔戈兰岛外围单独对这些舰只进行了检阅。三天后，舰队经由威廉皇帝运河返回波罗的海，与第九军和近卫军展开了进一步的联合登陆演习。演习于9月15日结束。第一分舰队则继续进行冬季训练巡航，这次是在11月22日至12月2日前往波罗的海东部。
韦廷号于1905年1月9－19日和2月27－3月6日期间随第一分舰队参加了两次训练巡航。3月3日，韦廷号被派去救援其姊妹舰梅克伦堡号，后者当时在大贝尔特海峡搁浅。之后则进行了单舰和分舰队训练，重点是炮术操练。7月12日，舰队开始在北海进行大型的训练演习。它们继而巡航穿越卡特加特海峡，先后在哥本哈根和斯德哥尔摩作停留。夏季巡航于8月9日结束，但通常在随后不久开始的秋季演习却因英国海峡舰队的到访而推迟了。英国舰队分别停靠于但泽、斯维内明德和弗伦斯堡，在当地受到了德国海军部队的欢迎；韦廷号及德国舰队的主力为此则系泊于斯维内明德。在政治上，这次访问因不断升级的英德海军军备竞赛而变得紧张。由于英方的到访，1905年的秋季演习日程被大大缩短，从9月6日至13日止，并仅在北海进行。演习的第一阶段是假定德意志湾受到了海上封锁，第二阶段则是设想敌对舰队试图攻克易北河的防御力量。10月，第一分舰队在波罗的海进行了一次巡航。12月上旬，第一和第二分舰队展开例行冬季巡航，这次是去往但泽，并于12月12日抵达。在返回基尔的途中，舰队还进行了战术演练。

### 1906－1914年

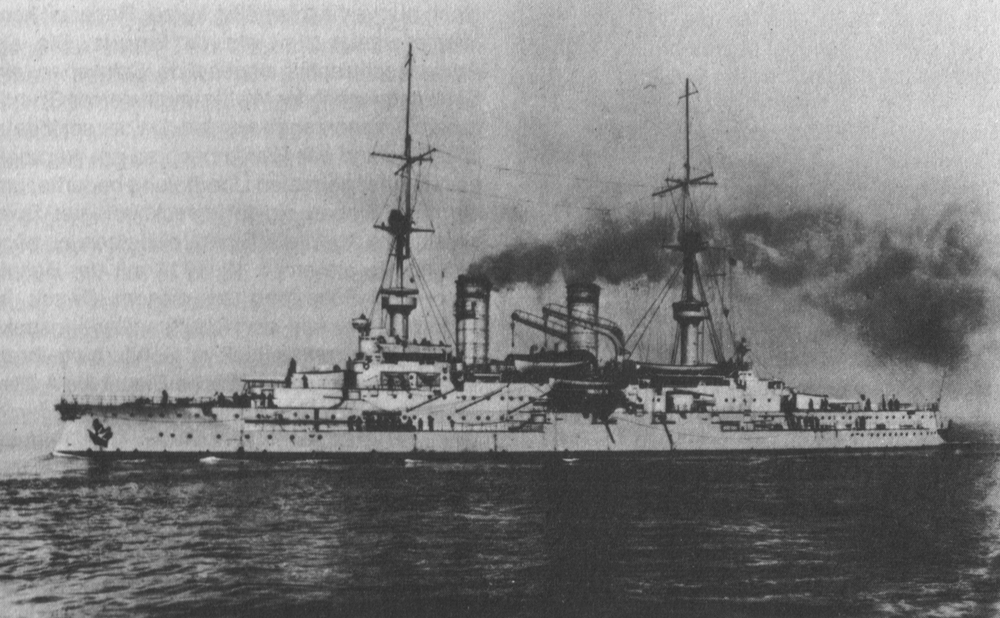
韦廷号于1910年

1906年，舰队承担了比往年更繁重的训练任务。这些舰艇于整个4月都在进行单舰、支队和分舰队训练。从5月13日开始，大规模的舰队操练在北海举行并一直持续至6月8日，然后进入波罗的海在斯卡恩周边巡航。7月中旬，舰队又开始了例行驶往挪威的夏季巡航。它们于8月3日出席了挪威国王哈康七世的诞辰庆典。翌日，德国舰只出发前往黑尔戈兰岛，参加在那里举行的演练。8月15日，舰队返回基尔，开始为秋季演习作准备。8月22－24日，舰队在基尔外围的埃肯峡湾参加了登陆演习。演习于8月31日暂停，当时舰队接待了来自丹麦和瑞典的军舰，这些舰只于9月3日才离开。同一天，一支俄国分舰队也访问基尔，在那里一直停留到9月9日。演习于9月8日恢复，并持续多五天。随后，韦廷号参加了12月8日至16日在卡特加特和斯卡格拉克海峡波澜不惊的冬季巡航。
1907年第一季度遵循了往年的训练模式，而在2月16日，活动舰队正式更改称号为公海舰队。从5月底至6月初，舰队继续在北海进行夏季巡航，然后经由卡特加特海峡返回波罗的海。接下来是从7月12日至8月10日驶往挪威的定期巡航。在8月26日至9月6日的秋季演习中，舰队与第九军在石勒苏益格北部进行了联合登陆演习。冬季训练巡航于11月22－30日驶入卡特加特海峡。1908年5月，舰队在大西洋展开了一次大型巡航，而不是在北海进行的常规航行。经停点包括亚速尔群岛的奥尔塔。8月13日，舰队返回基尔，为8月27日至9月7日的秋季演习做准备。在波罗的海的支队训练紧随其后于9月7－13日进行。1909年初，韦廷号遭到了战列舰德皇卡尔大帝号的撞击，但它在事故中没有受损，并能在当年继续参与训练。在年度演习期间，韦廷号凭借在第一分舰队中精准度最高的射击成绩而获得了“凯撒射术奖”（Kaiser's Schießpreis）。1910年对于韦廷号同样波澜不惊，它参与了与往年相同模式的训练、操练和巡航。
到1911年4月、5月和6月进行的训练演习中，韦廷号已成为舰队中仍参与前线服役的最老战列舰。6月30日，它在分舰队内的位置被新的无畏舰图林根号所取代，从而在基尔退役。然而，韦廷号仅闲置了不到六个月便于12月1日重新启用，以顶替其姊妹舰施瓦本号，因后者在作为舰队的炮术训练舰服役后需要进行大修。1912年3月，韦廷号曾连同大巡洋舰布吕歇尔号、小巡洋舰奥格斯堡号和斯图加特号被临时转移至训练分舰队，直至4月返回炮兵学校。它于8月被再次转出，这次是前往第三分舰队报到，以参加年度舰队演习。

### 第一次世界大战

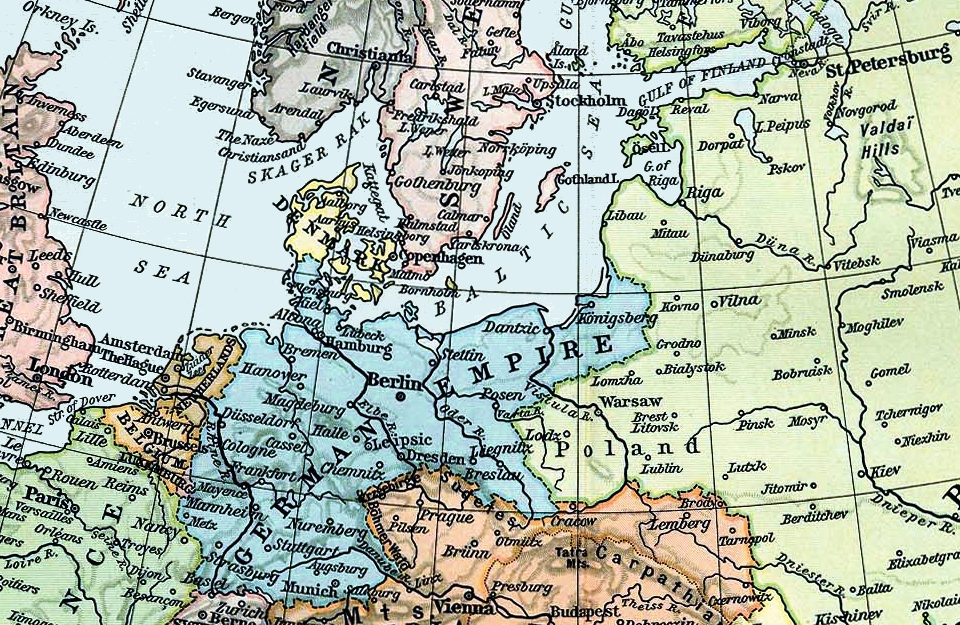
1911年的北海及波罗的海地图

第一次世界大战爆发时，韦廷号被动员至第四战列分舰队，受海军中将埃哈德·施密特指挥。队内成员还包括有其四艘姊妹舰以及阿尔萨斯号和不伦瑞克号战列舰。1914年8月26日，这些舰只受命前往营救受困的小巡洋舰马格德堡号——后者在波罗的海东部的奧斯穆斯島附近搁浅。然而，至8月28日，在救援部队到达之前，舰上的船员便已被迫引爆炸药凿沉了马格德堡号。结果，韦廷号及分舰队余部当天退回至博恩霍姆島。自9月3日开始，第四分舰队在大巡洋舰布吕歇尔号的协助下，进入波罗的海进行扫荡。这次行动一直持续至9月9日，未能引诱俄国海军部队投入战斗。
两天后，这些舰只被转移至北海，但它们仅在那里作短暂停留，于9月20日又返回波罗的海。该分舰队在9月22－26日间对波罗的海东部进行了一次扫荡，试图寻找并摧毁俄国军舰，但无功而返。从1914年12月4日至1915年4月2日，第四分舰队的舰只被派往德国的北海沿岸担当海岸防御任务，以防止英国皇家海军的入侵。随后，韦廷号还参加了第四分舰队第七支队在波罗的海西部展开的训练演习，参与舰只包括有维特尔斯巴赫号、施瓦本号和梅克伦堡号。
德意志帝国陆军请求海军为其针对俄国的作战行动提供协助；海因里希亲王作为波罗的海海军力量的最高指挥官，将第四战列分舰队第七支队、第四侦察集群以及波罗的海舰队的鱼雷艇都提供给了这个行动。5月6日，第四分舰队的任务是对攻击利鲍提供支援。韦廷号及其僚舰驻扎于哥得兰岛外围，以拦截任何可能试图干预登陆的俄国巡洋舰；然而俄国人却没有这样做。当第四侦察集群的巡洋舰于哥得兰岛外围遭遇俄国巡洋舰后，第七支队的舰只展开了重新部署，为小巡洋舰但泽号架设起虚构的第三座烟囱，共同伪装成更强大的不伦瑞克级战列舰。这些舰只于5月9日推进至乌托岛，翌日又来到科帕斯滕纳尔纳，但那时俄国巡洋舰已经撤离了。当天晚些时候，英国潜艇E1号和E9号发现了第四分舰队，却因距离太远而无法实施攻击。
从5月27日至7月4日，韦廷号回到北海，在亚德河、埃姆斯河和易北河的河口巡逻。在此期间，海军参谋本部意识到，老旧的维特尔斯巴赫级舰只在对抗英国皇家海军的行动中毫无用处，但可以有效地在波罗的海用于对抗弱得多的俄国军队。因此，这些战列舰在7月被调回波罗的海，于7日离开基尔驶向但泽。7月10日，它们连同第八鱼雷艇区舰队的舰艇一起继续向东往诺伊法瓦泽进发。第四分舰队于7月12日进行了一次佯动出击，至7月21日返回但泽，期间没有遇到俄国军队。

#### 里加湾海战
接下来的一个月，海军参谋本部开始在里加湾开展行动，以支援陆军正在发动的戈爾利采－塔爾努夫攻勢。波罗的海海军部队得到了公海舰队重要骨干的增援，包括有第一战列分舰队、第一侦察集群、第二侦察集群以及第二鱼雷艇区舰队。海因里希亲王计划以施密特的舰只强行进入湾区并摧毁在里加的俄国军舰，而公海舰队的重型部队将会在北部巡逻，以拦截任何可能试图干扰行动的俄国波罗的海舰队。德国人于8月8日发动进攻，引发里加湾海战。扫雷艇在战列舰不伦瑞克号及阿尔萨斯号的掩护下，试图于伊尔别海峡清理出一条通道，而韦廷号和分舰队余部则停留在海峡之外。但在俄国战列舰光荣号袭击了海峡内的德国人后，迫使它们撤退。
在行动中，小巡洋舰忒提斯号和鱼雷艇S-144号触雷受损，而T-52号和T-58号鱼雷艇更是触雷沉没。施密特撤回其部队以补充燃料，海因里希亲王则盘算发动另一次攻击，因为那时德国陆军向里加的推进已经停滞了。海因里希亲王试图利用第一分舰队的两艘无畏舰来掩护扫雷艇再次强行进入海峡。韦廷号则被留在了利鲍，这在很大程度上是由于缺乏护航舰艇。英国潜艇活动的增加迫使德国人使用更多的驱逐舰来保护他们的主力舰。

#### 后续活动
1915年9月9日，韦廷号及其四艘姊妹舰出击，试图在哥得兰岛周边找出俄国军舰，但两天后便返回港口，没有与任何对手交战。至战争的这一节点，海军在更重要舰船的人员配置上遇到困难。此外，来自波罗的海的潜艇威胁也迫使德国海军决心将年迈的维特尔斯巴赫级舰只撤出现役。11月10日，韦廷号和第四分舰队的其它大多数舰只离开利鲍前往基尔；翌日抵达后，它们被编入波罗的海的预备役支队，受海军少将瓦尔特·恩格尔哈特指挥。这些舰只都以基尔的席尔克塞为驻地。该支队于1916年1月31日解散，而舰只亦分散执行各种辅助任务。
韦廷号后来被用作海军学员的训练舰；在战争余下的时间里也曾充当供应母舰使用。它于1920年3月11日正式从海军序列中除籍，至1921年11月21日售予拆船商。翌年，韦廷号在不来梅的勒内贝克拆解报废。其舰钟被保留了下来，现陈列于德累斯顿的联邦国防军军事史博物馆。